# 風浪宮

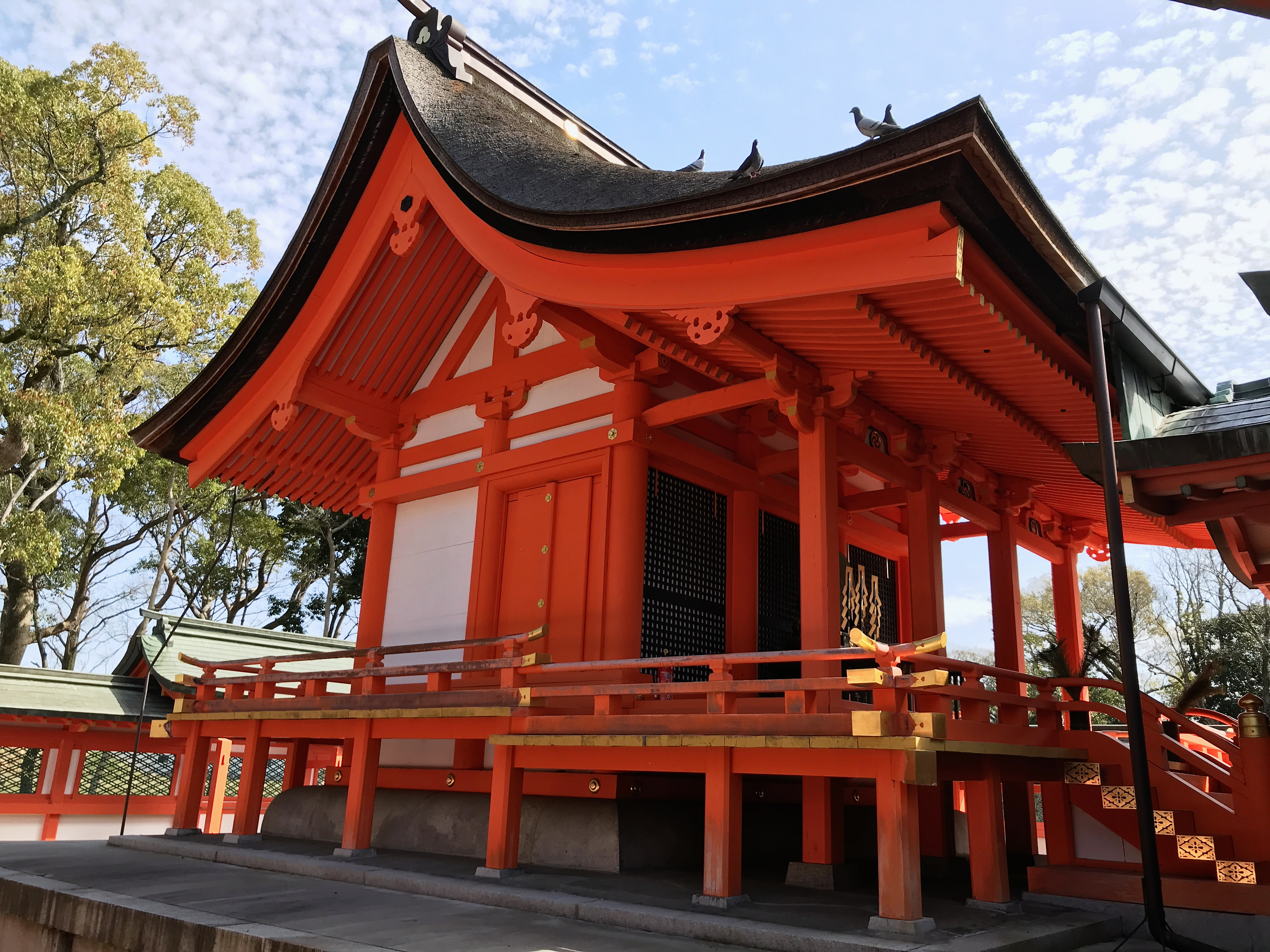
本殿

風浪宮（ふうろうぐう）は、福岡県大川市にある神社である。代々阿曇氏が祭祀を司る。

## 祭神
祭神は、少童命三座（表津少童命、中津少童命、底津少童命）、息長垂姫命（神功皇后）、住吉三神(表筒男命、中筒男命、底筒男命)、高良玉垂命。

## 概要
神功皇后が三韓征伐からの帰途、192年に筑後国葦原ノ津（大川榎津）に寄った時、阿曇連磯良丸に少童命（ワダツミノミコト）を祀ったのがはじまりで、千八百余年の由緒を持つ。地元では「おふろうさん」の名で親しまれている。
現在の本殿は戦国時代の筑後国柳川城主の蒲池鑑盛の再建によるものであり、本殿と石造五重塔は国の重要文化財に指定されている。

## 文化財

### 国指定重要文化財
- 本殿 - 室町時代後期（1560年）の建立。三間社流造、檜皮葺。明治40年（1907年）05月27日指定。
- 石造五重塔 - 室町時代前期（1355年）の作品。正平十年乙未十月日の刻銘がある。明治43年（1910年）08月29日指定。

### 県指定天然記念物
- 白鷺の楠

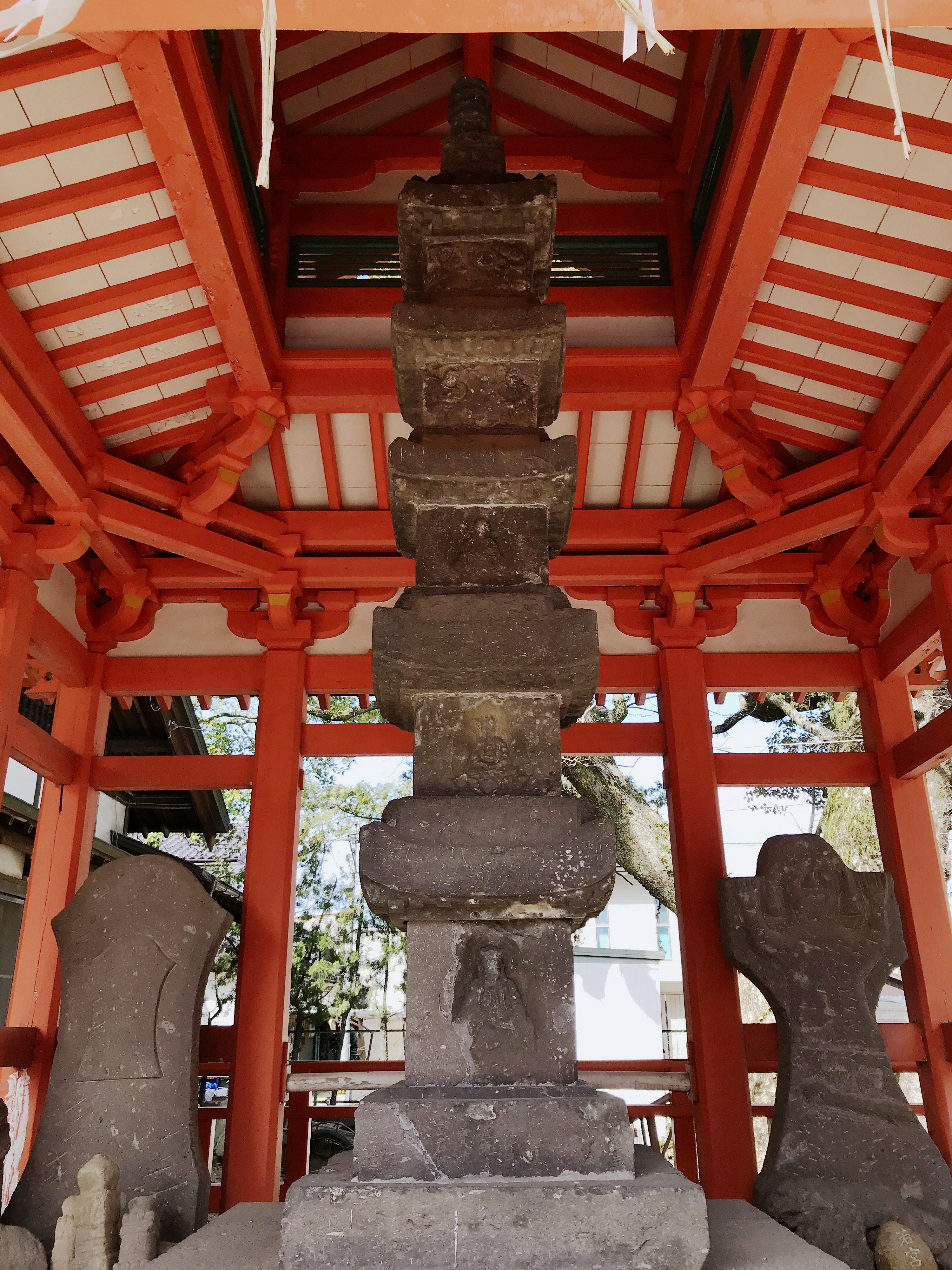
石造五重塔
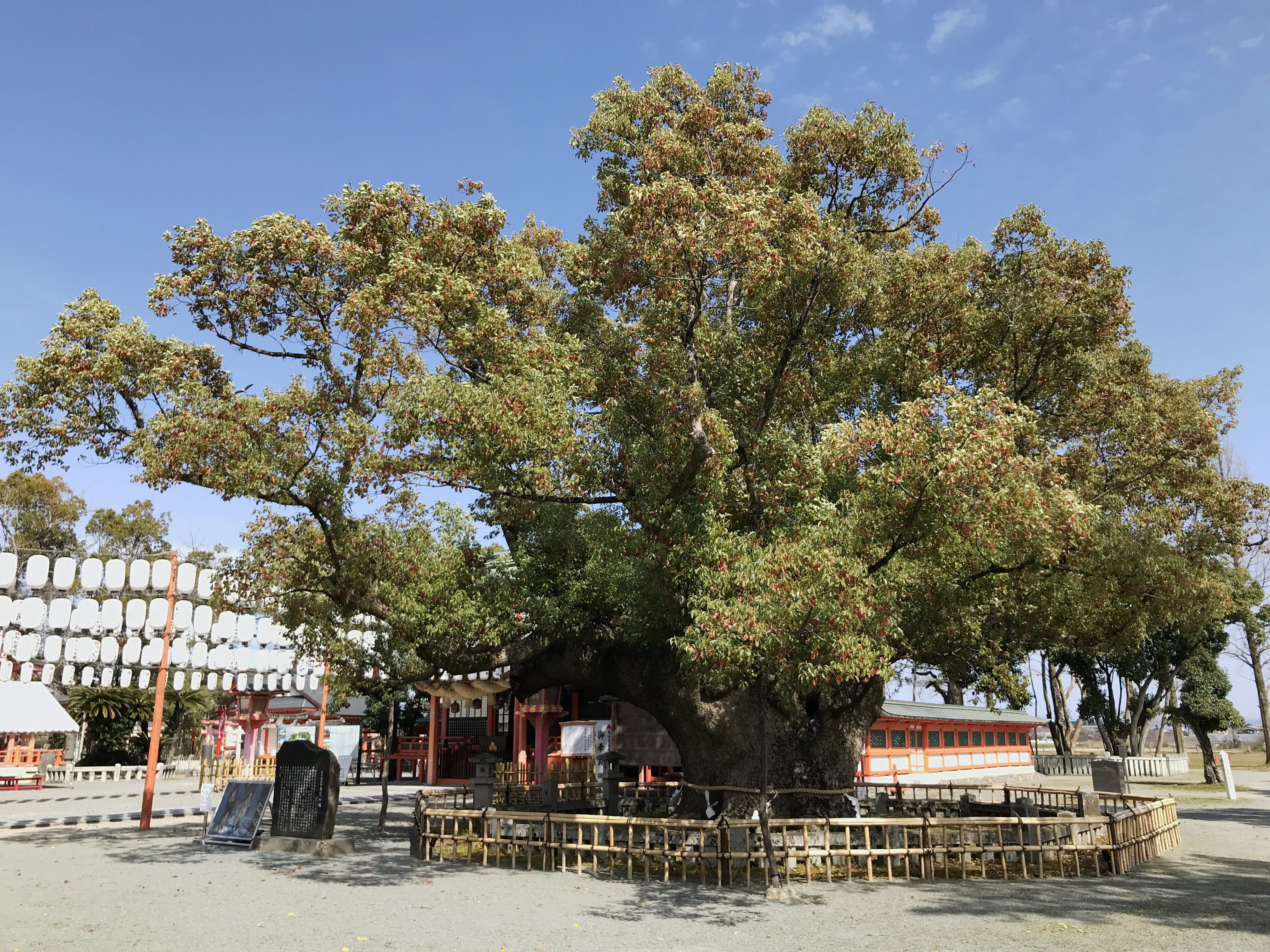
白鷺の楠の全体
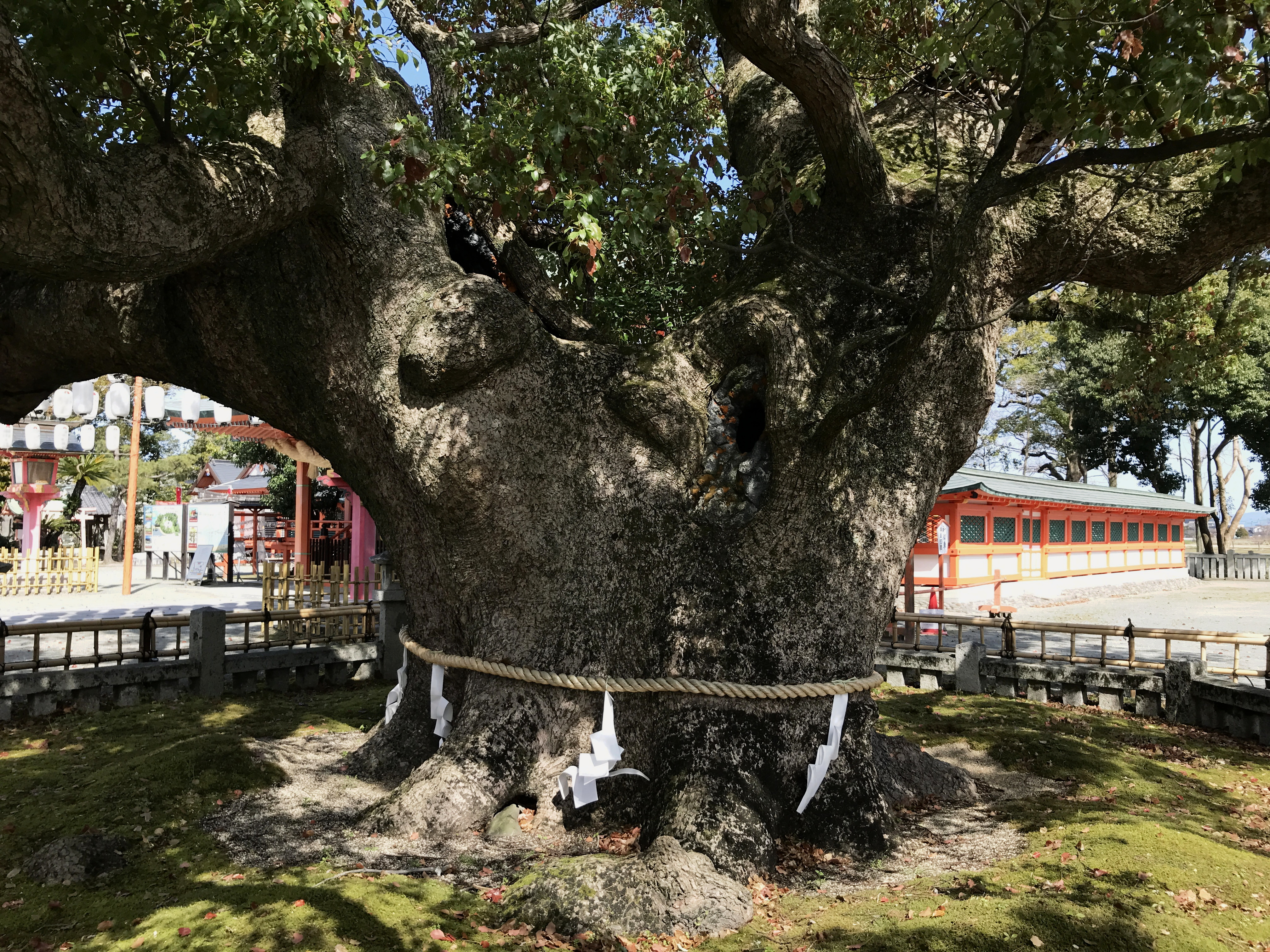
白鷺の楠の幹
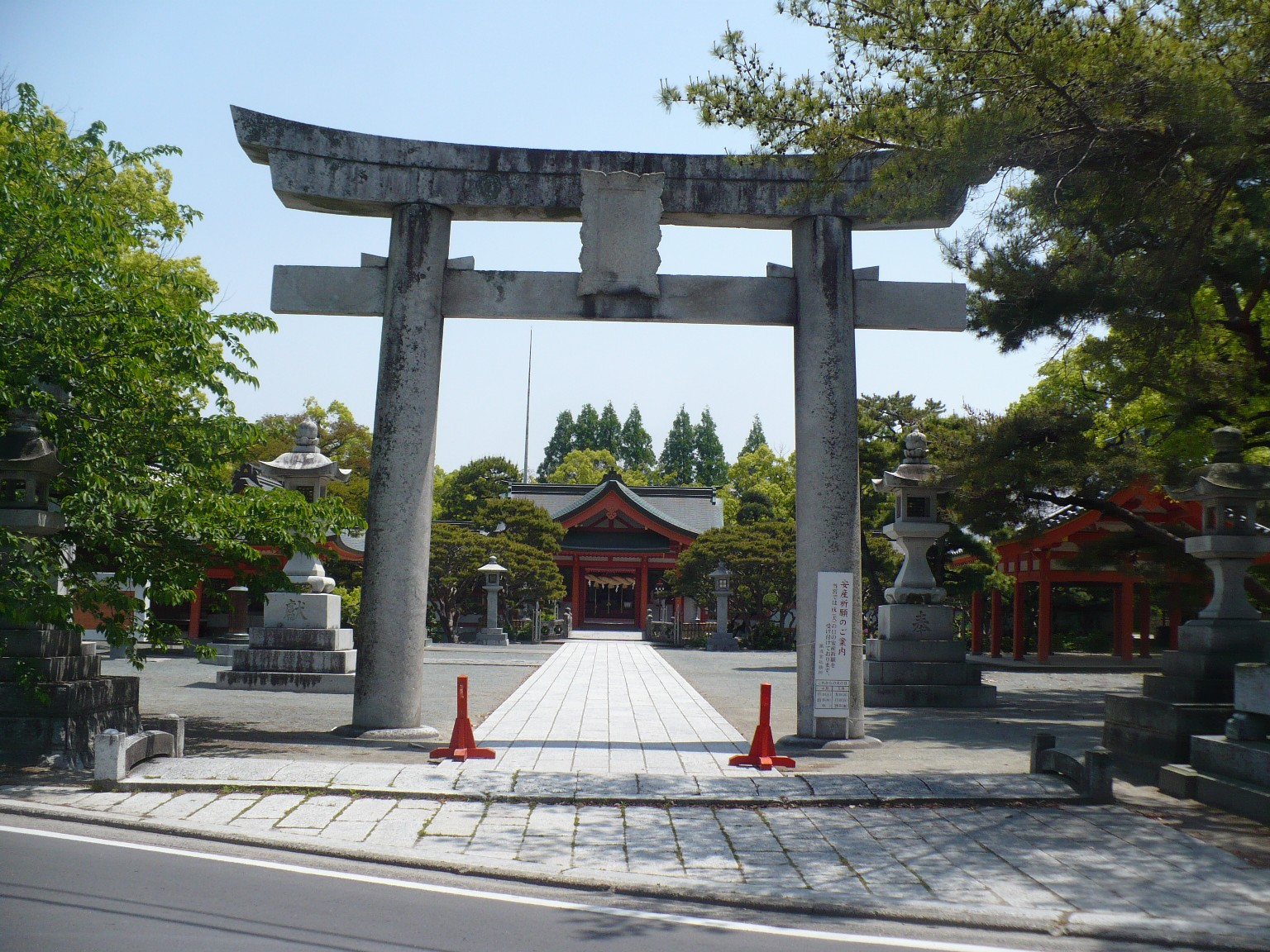
鳥居
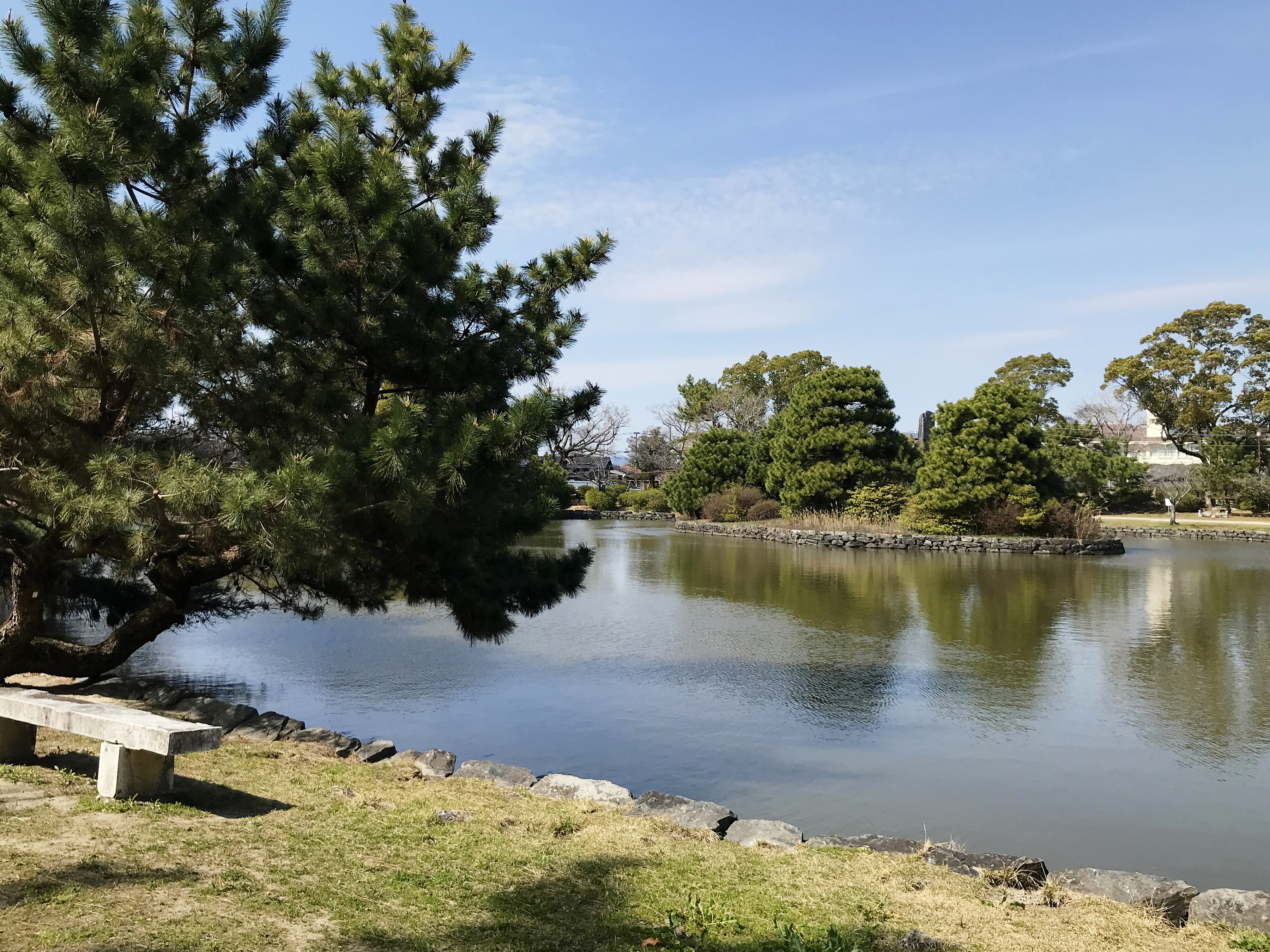
大川公園（風浪宮外苑）

## 周辺
- 大川市立大川中学校
- 大川公園
- 大川市立宮前小学校
- 福岡県立大川樟風高等学校
- 花宗川

## 交通アクセス
- 西鉄天神大牟田線西鉄柳川駅より西鉄バス佐賀駅行き・大川橋ゆきに乗車し「中原高木病院前」下車、徒歩15分（1.2㎞）
- JR鹿児島本線羽犬塚駅より西鉄バス大野島農協ゆきに乗車し「酒見」下車、徒歩6分（450m）
- 九州自動車道八女インターチェンジより14㎞
- 駐車場有り